# Ivan Myslikovjan
Ivan Myslikovjan (* 24. září 1960, Ostrava) je český hráč na klarinet, altsaxofon a electronic wind instrument, skladatel a producent.
Vystudoval hru na klarinet na konzervatoři v Ostravě. Působil např. ve skupinách: ETC... Vladimíra Mišíka, Buty, Orchestr Karla Gotta, Laura a její tygři, Olympic, Robert Křesťan a Druhá tráva a další.